# 천수정
천수정(1985년 8월 5일 ~ )은 대한민국의 희극 배우 겸 사회자이다.

## 학력
- 서울예술대학 방송연예과

## 연기/희극인 활동

### 영화
- 《여고괴담 3: 여우계단》 (2003년) - 조소반 학생 역
- 《은장도》 (2003년) - 굴다리파 짱 역

### 드라마
- KBS2 《상두야 학교가자》

### 텔레비전
- MBC 《개그야》 (2008년)
- tvN 《롤러코스터》 (2009년)
- MBC 《무한도전》 (2009년, 2011년)
- SBS 《도전 1000곡》 (2010년)
- 온게임넷 《켠김에 왕까지》 (2010년)
- 온게임넷 《내가 니 앱이다 시즌 1》 (2010년)
- 온게임넷 《쌩쑈 롸잇 Now》 (2010년)
- 온게임넷 《내가 니 앱이다 시즌 2》 (2011년)
- 온게임넷 《게임정보상황실 GP》 (2011년)
- MBC 에브리원 《Appeal》 (2012년)
- 채널A 《웰컴 투 시월드》 (2016년)
- MBC 《기분좋은날》 (2017년)

## 음반
- 2015년 뿅갔어
- 2015년 와따 천수정

## 수상
- 2008년 MBC 방송연예대상 코미디시트콤부문 여자 신인상
- 2008년 대한민국문화연예대상 드라마방송부문 신인개그맨상